# Héctor Alvarez
Héctor Alvarez Ayala (ur. 21 grudnia 1946 w Michoacán) – meksykański zapaśnik walczący w stylu klasycznym. Olimpijczyk z Meksyku 1968, gdzie odpadł w eliminacjach w wadze średniej do 87 kg.

## Letnie Igrzyska Olimpijskie 1968
| Konkurencja                  | Walki                | Walki                  | Klas. końcowa |
| Konkurencja                  | Pierwsza runda       | Druga runda            | Miejsce       |
| ---------------------------- | -------------------- | ---------------------- | ------------- |
| styl klasyczny, waga średnia | Håkon Øverby (NOR) P | Wayne Baughman (USA) P | druga runda   |